# 横山任風

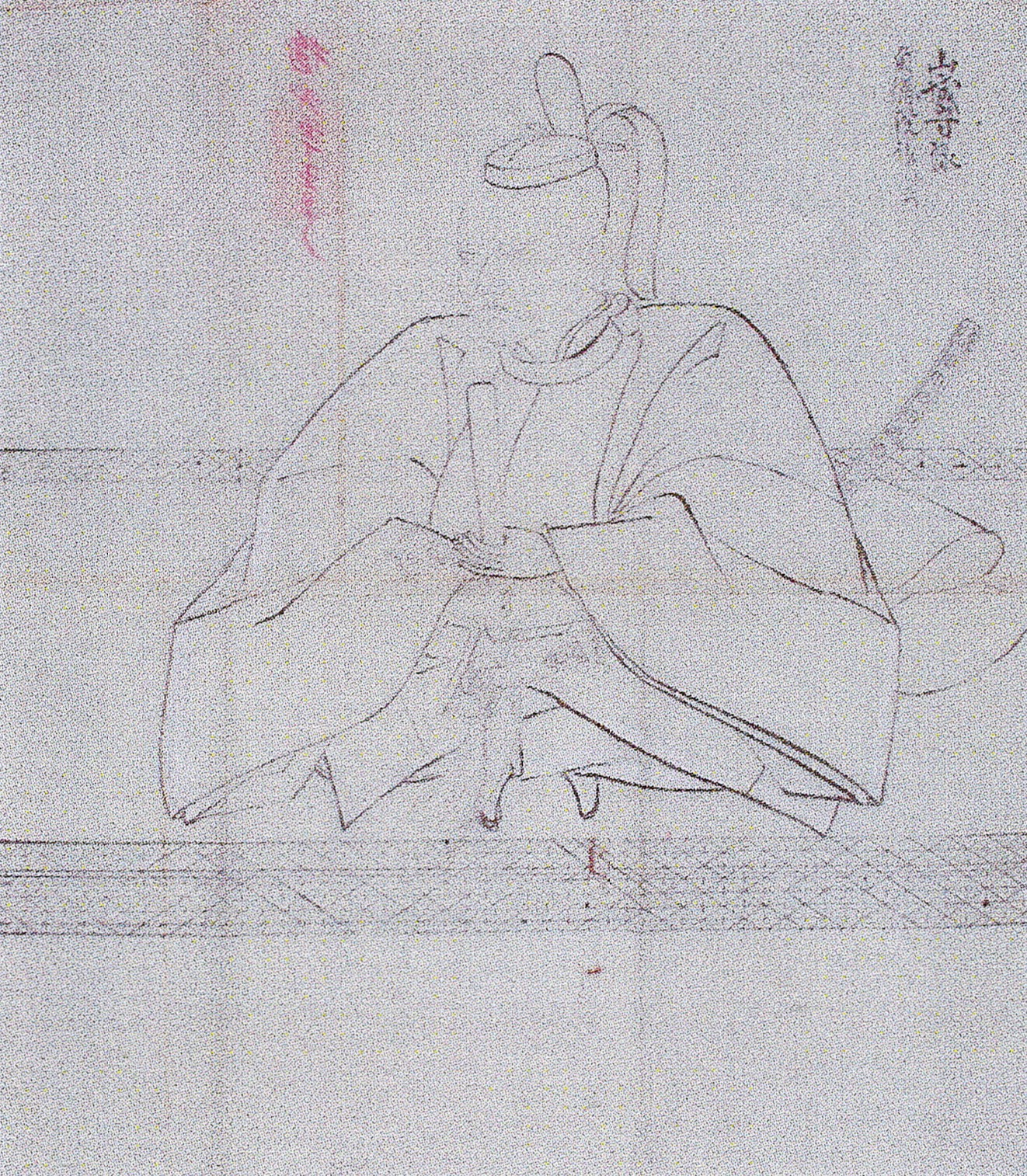
横山任風(石川県立歴史博物館蔵)

横山 任風（よこやま とうかぜ、万治元年（1658年） - 宝永元年5月9日（1704年6月10日））は、加賀藩年寄。加賀八家横山家第6代当主。
父は加賀藩家老横山忠次。母は岡山藩家老日置忠治の養女（実父日置忠隆）。兄は横山玄位。正室は横山定治の娘。子は奥村有輝室、富田方巣室、横山貴林室。養子は横山貴林。官位は従五位下、山城守。幼名は権八郎。初名は貞次、別名英盛。通称は左衛門。

## 生涯
万治元年（1658年）、横山忠次の三男として金沢に生まれる。寛文2年（1662年）、5歳で江戸に下向し、幕府の証人を勤める。寛文5年（1665年）、大名の家臣に対する証人制度の廃止により帰国する。延宝5年（1677年）、1000石の知行を与えられ分家する。延宝7年（1679年）、父忠次の死後1000石の分知を受ける。さらに500石を加増され知行2500石。天和元年（1681年）、兄玄位の末期養子として家督を相続、知行3万2500石となる。
元禄6年（1693年）、加賀藩年寄となる。元禄12年（1699年）、藩主前田綱紀の娘節姫と広島藩主浅野吉長との婚礼の際に御輿渡役を務める。元禄15年（1702年）4月25日、前田直堅と共に叙任され、従五位下・山城守に任官する。これ以降、加賀藩では4名が陪臣ながら叙爵を受けられ、四大夫が常例となった。同年、将軍徳川綱吉の加賀藩邸お成の際、拝謁し太刀と馬を献上して、黄金を賜与される。
宝永元年（1704年）、疱瘡に罹り、5月9日金沢に没す。享年47。墓所は石川県金沢市野田山墓地。家督は末期婿養子として貴林が相続した。